# Hathumod
Hathumod (circa 840 - Gandersheim, 29 november 874) was de eerste abdis van de Abdij van Gandersheim. Ze behoorde tot het huis der Liudolfingen.

## Levensloop
Hathumod was een dochter van graaf Liudolf van Saksen, de grondlegger van het huis der Liudolfingen, uit diens huwelijk met Oda, dochter van een vorst genaamd Billung. Ze werd opgeleid in het Sticht Herford en bezocht daar de Latijnse school. 
Nadat haar vader na een bedevaart naar Rome terugkeerde met relieken van de heilige pausen Anastasius I en Innocentius I, die hij van paus Sergius II had ontvangen op voorwaarde dat hij een klooster zou oprichten, stichtte hij in 852 een vrouwenklooster in Brunshausen, dat in 856 naar Gandersheim werd verplaatst. Hathumod werd op 12-jarige leeftijd de eerste abdis van het klooster. Ze hechtte groot belang aan de overdracht van haar in Herford ontvangen opleiding.
Hathumod overleed in 874 aan een onbekende ziekte, die ze zou hebben opgelopen bij het verplegen van haar zieke zussen. Haar zussen Gerberga en Christina traden in haar voetsporen als abdis. In totaal zouden vijf kinderen van Liudolf in dienst van de kerk treden.
- Gemeinsame Normdatei: 11870902X
- International Standard Name Identifier: 0000 0000 5488 7162
- Library of Congress Control Number: n2008048885
- Nationale Bibliotheek van Israël: 987007440555405171
- Nederlandse Thesaurus van Auteursnamen: 144073218
- Système universitaire de documentation: 139139966
- Virtual International Authority File: 9320789
- WorldCat: E39PBJjtbWQ9YQPh8TMqdwfH4q